# Burg Schmachtenberg
Die Burg Schmachtenberg ist die Ruine einer hussitenzeitlichen Kastellburg des Bamberger Hochstifts bei Zeil am Main im Landkreis Haßberge in Unterfranken.

## Geschichte
Es handelt sich um einen relativ späten Burgneubau (um 1420/30, schriftliche Ersterwähnung 1466), der offenbar die alte Zeiler Burg auf dem Käpelle (heutige Wallfahrtskirche) ersetzen sollte. Die Schießscharten der Anlage sind bereits für Feuerwaffen eingerichtet (teilweise später erneuert).
Die Spornburg wurde 1525 durch aufständische Bauern beschädigt, wieder instand gesetzt und erneut 1554 im Zweiten Markgrafenkrieg verwüstet.
In der Folge wurde der Schmachtenberg aufgelassen. 1695 entnahm man der Burg Steinmaterial für den Bau des Zeiler Stadtschlosses.
Die Anlage wird seit 1995 behutsam gesichert und burgenkundlich untersucht. Hierbei fanden sich keine Hinweise auf eine hochmittelalterliche Vorgängerburg an gleicher Stelle. Die gelegentlich als Hinweise auf eine vor- oder frühgeschichtliche Wallanlage gedeuteten Wallreste im Vorgelände scheinen mit einer großen spätmittelalterlichen Vorburg in Zusammenhang zu stehen.
Der Neubau der Burg erfolgte offenbar in einem Zuge mit dem Ausbau der Zeiler Stadtbefestigung. Dies wird besonders durch die identischen Wehrgangskonstruktionen beider Wehranlagen deutlich.
Neben der Bedrohung durch die Hussiten dürfte der eigentliche Grund für den Neubau der Burg und den Ausbau der Stadt in den Expansionsbestrebungen des benachbarten Bistums Würzburg zu suchen sein. Auch der Bischof von Würzburg verstärkte und modernisierte zu dieser Zeit seine Burgen und Stadtbefestigungen in den Haßbergen. So entstanden zum Beispiel eindrucksvolle Zwingeranlagen um die Burgen Raueneck und Altenstein. Das direkt an der Grenze gelegene Zeil sollte als Grenzfestung und Machtsymbol gegenüber dem verfeindeten Nachbarbistum dienen.

## Beschreibung

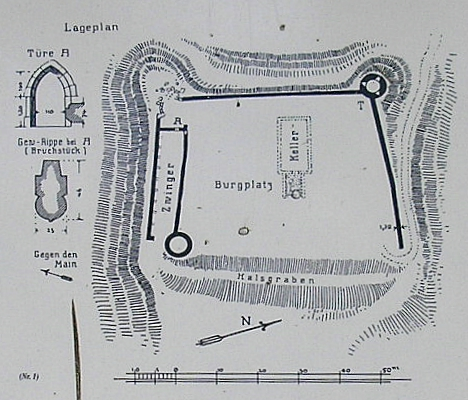
Grundriss aus dem Kunstdenkmälerinventar von 1912 (Infotafel vor der Burg)

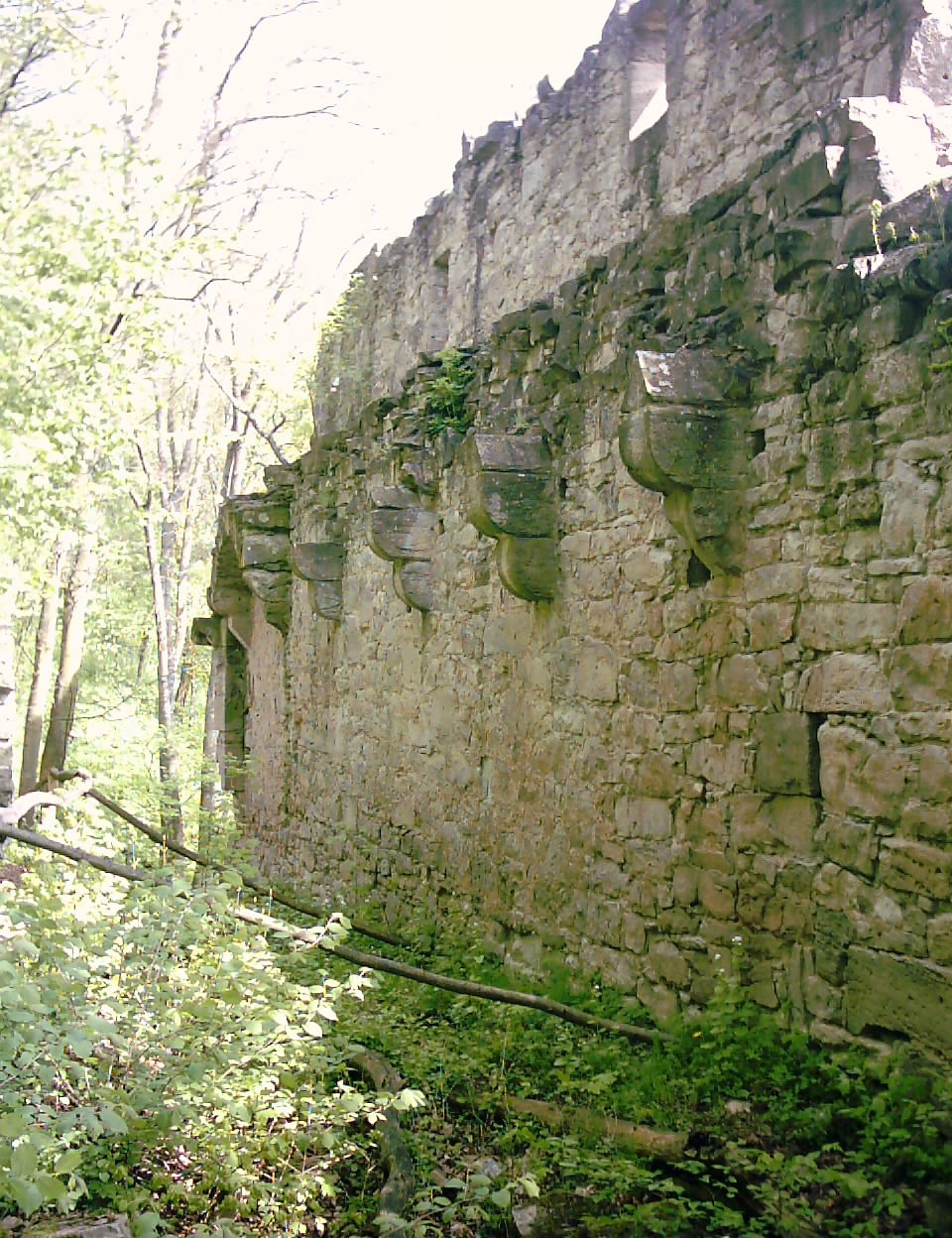
Die mainseitige Zwingermauer mit den Konsolsteinen des Wehrganges

Im Osten war der Hauptburg eine geräumige Vorburg vorgelagert, die wohl durch eine steinerne Ringmauer gesichert war. Diese Vorburg lag einige Meter höher als die Kernburg. Beide Burgteile wurden durch einen tiefen Halsgraben getrennt.
Die Hauptburg bestand aus dem Mauergeviert der Kernburg, das von den teilweise erhaltenen mächtigen Zwingeranlagen mit vier Ecktürmen umgeben war. Im Nordwesten der Kernburg erhob sich ein unterkellerter Wohnbau, dessen Obergeschosse regionaltypisch wahrscheinlich in Fachwerkbauweise ausgeführt waren.
Der südöstliche Eckturm des Zwingers ist etwas nach innen verschoben und flankierte so das Haupttor. Der schmale Torzwinger endete an der kleinen Burgkapelle mit dem Eingang zur Kernburg. Noch Anfang des 20. Jahrhunderts stand hier ein Spitzbogenporta aufrecht, dessen Trümmer eigentlich im Zuge der Sanierung wieder zusammengesetzt werden sollten.
Neben den vier Ecktürmen könnte der Veste im Westen ein weiterer Turmbau vorgelagert gewesen sein. Um 1525 werden sechs Burgtürme erwähnt. Der sechste Turm war wohl ein Treppen- oder Eckturm am Hauptgebäude, dessen Sockel im Zuge der Sanierung freigelegt werden konnte.
2008 erstellte das „Büro für Burgenforschung Dr. Zeune“ eine virtuelle Rekonstruktion der gesamten Burganlage, die vom Haus der Bayerischen Geschichte im Rahmen seines Projektes „Burgen in Bayern“ veröffentlicht wurde.

### Bestand
Erhalten sind zwei Rundtürme, drei Seiten der Ring- bzw. Zwingermauer sowie ein Kellergewölbe.
Der Grundriss der Anlage bildet ein unregelmäßiges Trapez mit den Abmessungen 56 × 42 Meter bzw. 47 × 37 Meter.
Die Ecken waren ehemals mit vier Flankierungstürmen bewehrt, von denen sich zwei erhalten haben.
Das Burgplateau wird im Osten durch einen tiefen, etwa 15 Meter breiten Halsgraben vom Hinterland abgetrennt. Auf dieser Seite haben sich nur wenige Mauerreste im Anschluss an den südöstlichen Flankierungsturm erhalten. Der nordöstliche Eckturm ist, bis auf vor kurzem freigelegte Sockelreste, verschwunden, die anschließende Kurtine noch bis zum Ansatz des Wehrganges erhalten.
Die Zwingermauer stößt nun auf den guterhaltenen Nordwestturm und setzt sich nach Süden hin fort.
Der südwestliche Flankierungsturm ist vollständig abgegangen.
Mainseitig erhebt sich die eindrucksvolle Zwingermauer mit ihrer langen Reihe von Konsolsteinen des ehemaligen Wehrganges. Am Ende des Zwingers haben sich noch Reste des Haupttores erhalten. Daneben sieht man noch einen der gemauerten Tragbögen der Wehrgangskonstruktion. Gegenüber erhebt sich wieder der Ausgangspunkt des Rundganges, der teilweise erhaltene, südöstliche Eckturm. Im Inneren der Burg weisen nur noch Mauerreste und der erhaltene Keller auf die frühere Bebauung hin.
Bis zum Frühjahr 2008 konnten die Mauerzüge im Norden und Westen mit den erhaltenen Türmen gesichert werden. Weiterhin wurden die Fundamente der nördlichen Innenbebauung und die Lichtschächte der Kelleranlage freigelegt.

## Dokumentation
Der Zustand der Burgruine im März 2008.

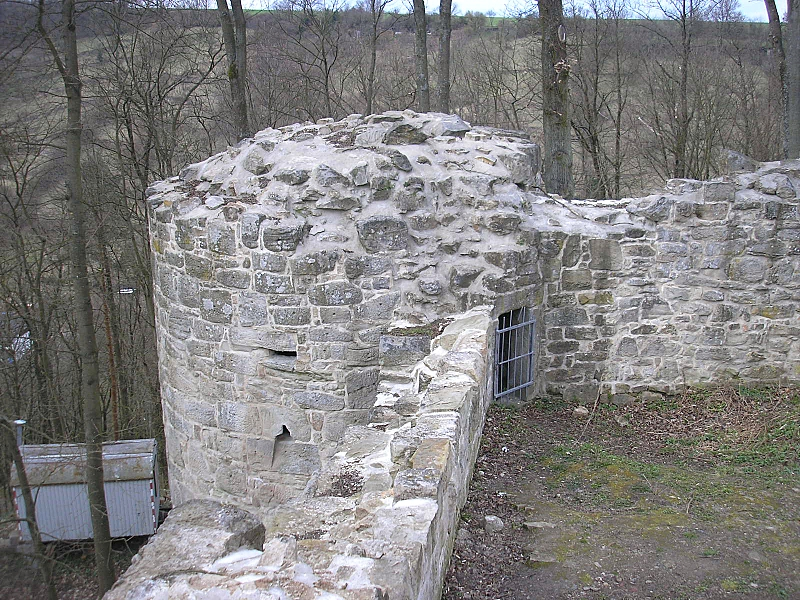
Der nordwestliche Eckturm
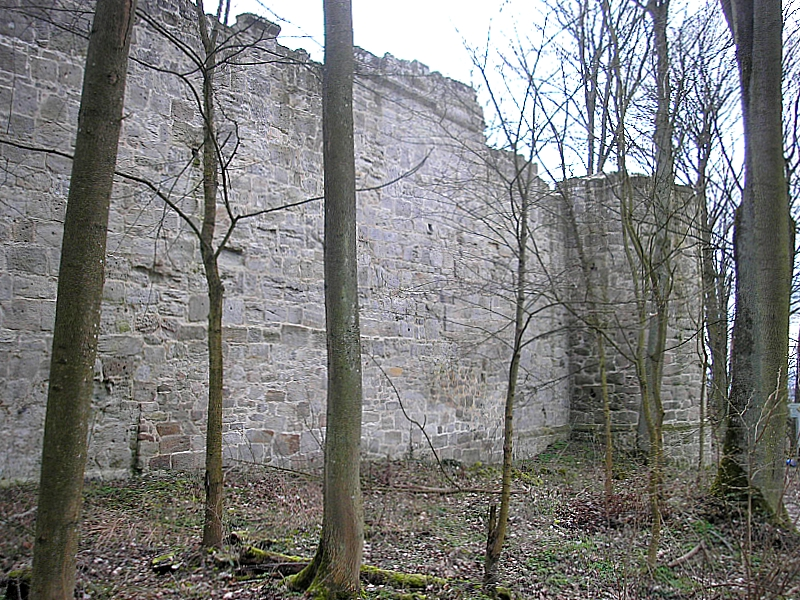
Die Nordfront der Burg
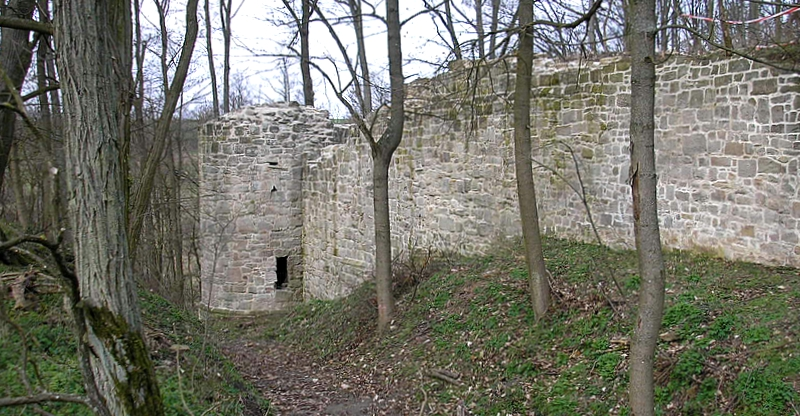
Der westliche Mauerzug
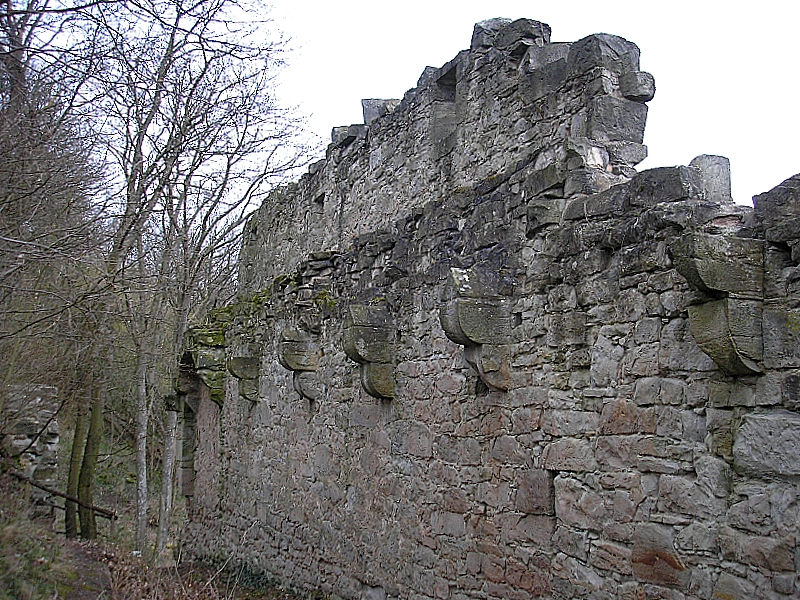
Die Innenseite der Südwand mit dem ehemaligen Wehrgang
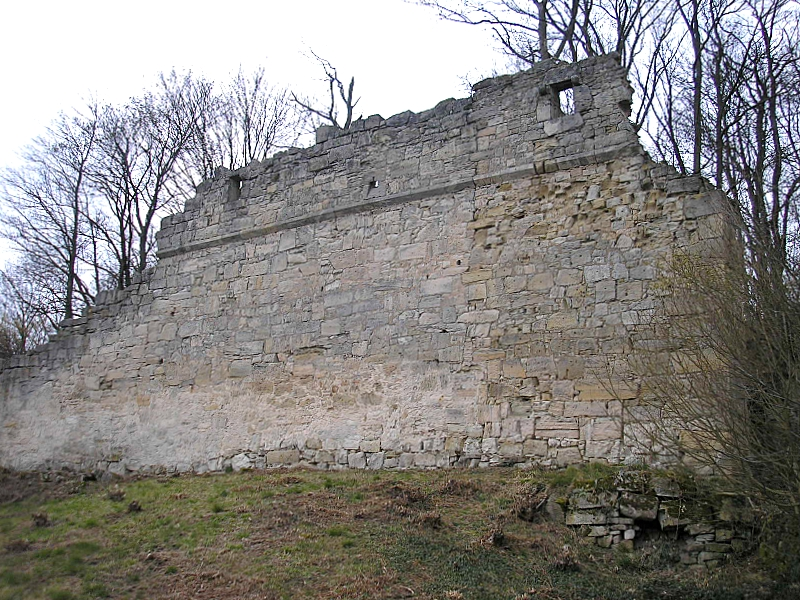
Die Außenseite der Südwand
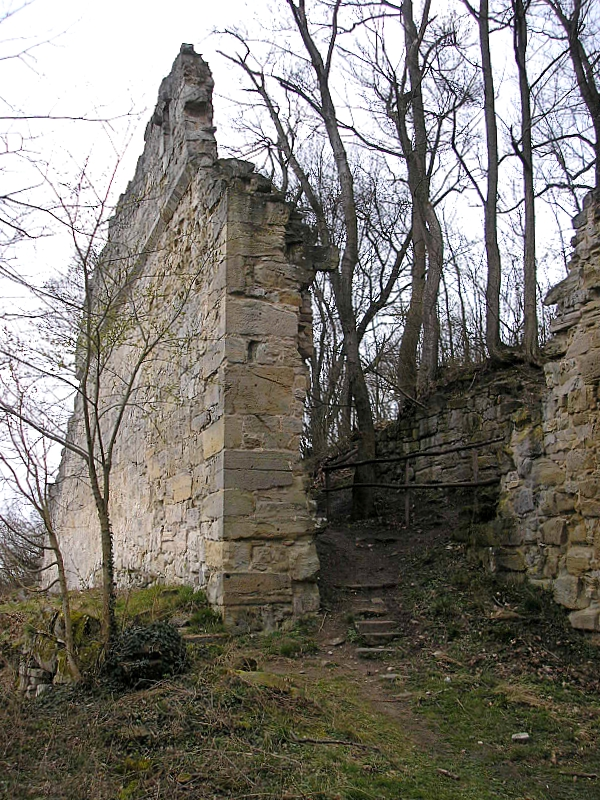
Das ehemalige Haupttor im Südosten
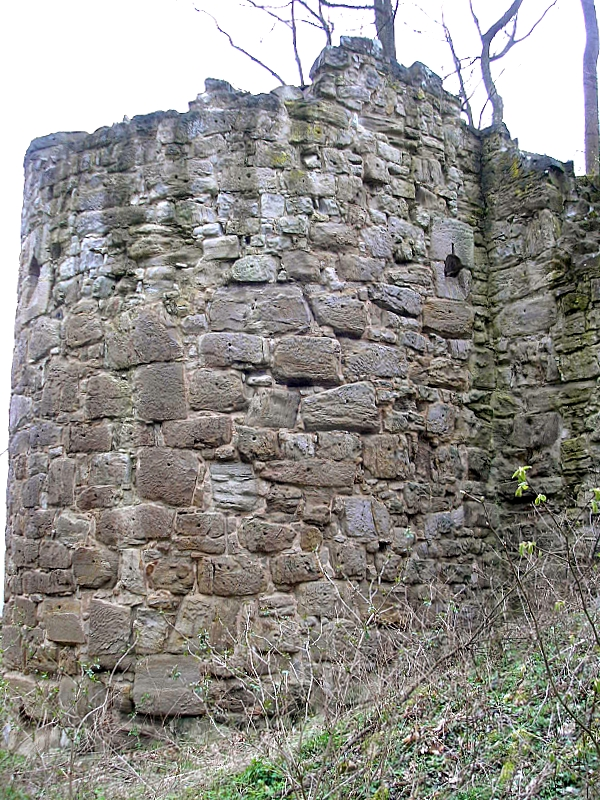
Der südöstliche Flankierungsturm